# 李凤洲
李凤洲（1939年12月—2021年10月7日），河北黄骅人，中国人民解放军将领、中国人民解放军中将。中国共产党第十四次全国代表大会代表，第九届全国人民代表大会代表，中国人民政治协商会议第十届全国委员会委员。

## 生平
1939年12月，李凤洲出生在河北省黄骅县。1960年，李凤洲加入中国共产党，1962年，李凤洲参加中国人民解放军。
1998年，授予中国人民解放军中将，曾任总装备部科学技术委员会副主任。
2021年10月7日，李凤洲因病在北京市逝世，享年82岁。
1988年9月取得大校军衔、1990年7月晋升少将军衔、1998年7月晋升中将军衔。